# Universidade de Ciência e Tecnologia de Miami

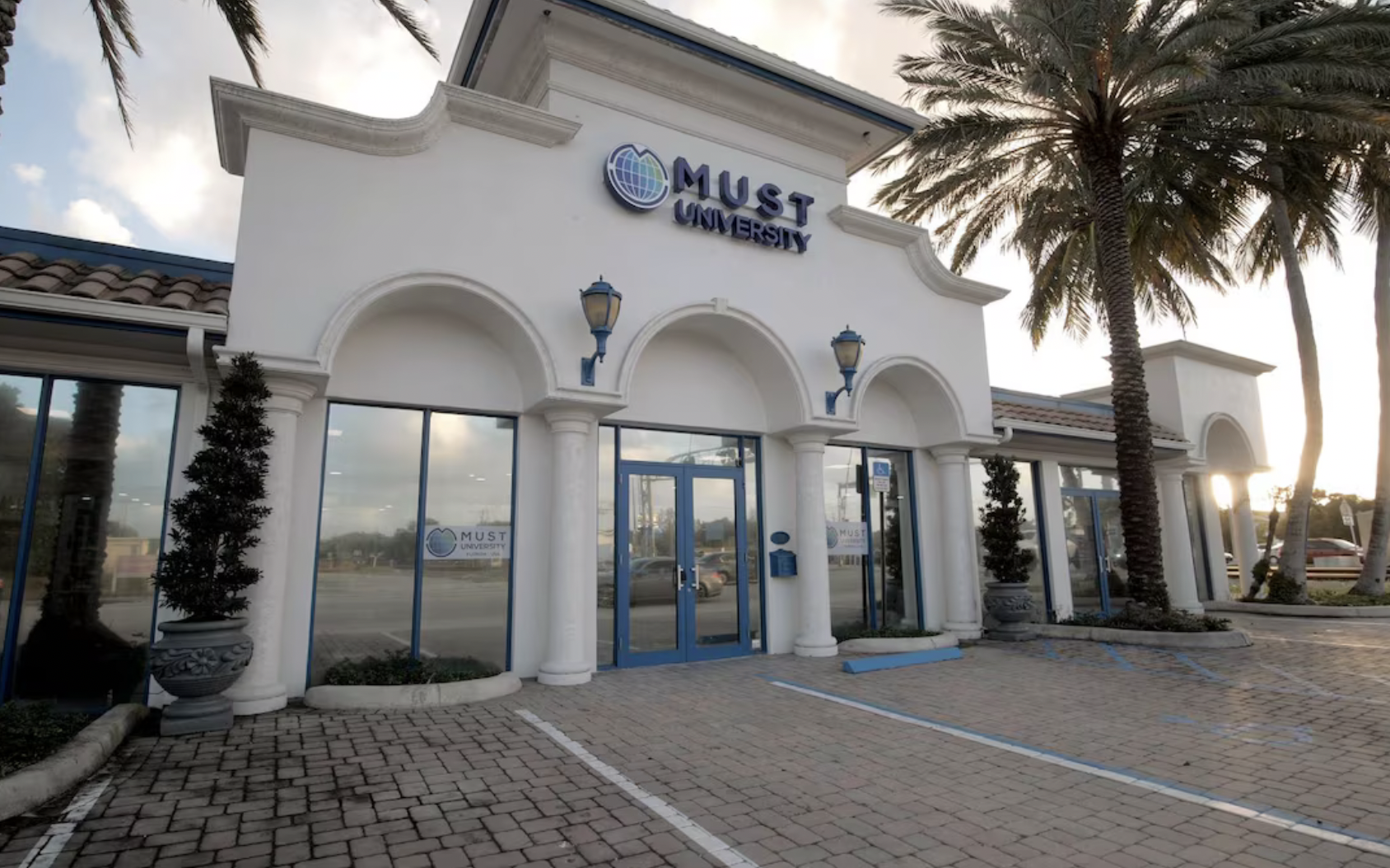
Sede da MUST University em Deerfield Beach, Flórida

A Universidade Metropolitana de Ciência e Tecnologia ou Metropolitan University of Science and Technology (anteriormente Miami University of Science and Technology), também conhecida pela sua sigla MUST ou pelo nome-fantasia "MUST University" é uma instituição de ensino superior privada localizada em Deerfield Beach, na Região Metropolitana de Miami, no estado da Flórida, Estados Unidos. A instituição foi fundada em 2017 pelo professor brasileiro Antônio Carbonari Netto, também fundador do Grupo Anhanguera Educacional e ex-membro do Conselho Nacional de Educação (CNE). Licenciada pelo Departamento de Educação da Florida, por meio da Comissão da Flórida para Educação independente, a MUST University é uma instituição de educação dedicada à oferta de cursos de graduação e pós-graduação à distância ou semipresenciais em inglês, português e espanhol.

## Cursos ofertados
Graduação curta (Associate's Degree)
- Gestão em Saúde.
- Negócios Internacionais.
- Gerenciamento de Segurança Privada.

Bacharelados (Bachelor's Degree)
- Gestão em Saúde.
- Negócios Internacionais.

Mestrados (Master's Degree)
- Gestão em Saúde.
- Negócios Internacionais.
- Tecnologias Emergentes na Educação.
- Administração de Empresas.
- Desenvolvimento de Negócios e Inovação.
- Marketing Digital.
- Estudos jurídicos com ênfase em Direito Internacional.
- Psicologia Organizacional.

Doutorados (Doctorate's Degree)
- Administração de Empresas.
- Liderança Educacional.